# أبو كانو
أبو كانو (بالإنجليزية: Abu Kanu)‏ (31 مارس 1972 في سيراليون - ) هو لاعب كرة قدم سيراليوني في مركز الهجوم، شارك في كأس الأمم الأفريقية 1996 وكأس الأمم الأفريقية 1994. وشارك مع منتخب سيراليون لكرة القدم. أما مع النوادي، فقد لعب مع نادي سلافن بيلوبو وإيست إند ليونز وOld Edwardians F.C. ‏ ونادي بينانق.

## وصلات خارجية
- أبو كانو على موقع الاتحاد الدولي (مؤرشف)  (الإنجليزية)
- أبو كانو على موقع قاعدة بيانات كرة القدم.إي يو (الإنجليزية)
- أبو كانو على موقع ناشيونال فوتبول تيمز (الإنجليزية)